# West Salem (Illinois)
West Salem é uma vila localizada no estado americano de Illinois, no Condado de Edwards.

## Demografia
Segundo o censo americano de 2000, a sua população era de 1001 habitantes.
Em 2006, foi estimada uma população de 953, um decréscimo de 48 (-4.8%).

## Geografia
De acordo com o United States Census Bureau tem uma área de
4,0 km², dos quais 4,0 km² cobertos por terra e 0,0 km² cobertos por água. West Salem localiza-se a aproximadamente 160 m acima do nível do mar.

## Localidades na vizinhança
O diagrama seguinte representa as localidades num raio de 20 km ao redor de West Salem.